# بهمن کی‌قباد
بهمن کی‌قباد از پارسیان هند و نگارنده قصه سنجان است.
نام کامل او بهمن کی‌قباد همجیار سنجارا بوده‌است. از زندگی او آگاهی چندانی در دست نیست. ظاهراً از موبدان پارسی شهر نوساری گجرات در غرب هندوستان بوده‌است. خود او در قصه سنجان می‌گوید نگارش منظومه حماسی قصه سنجان را در ماه فروردین سال ۹۶۹ یزدگردی (۱۶۰۰ میلادی) در سالمندی به پایان رسانده‌است و در آن هنگام پیر و فرسوده بوده‌است.
بهمن کیقباد، روایت می‌کند که این روایت را از موبدی مورد اطمینان به نام دستور هوشنگ شنیده و به نظم آن همت گماشته‌است. هم چنین تأیید می‌کند که داستان بسیار مفصل بوده و وی سد یک آن را بیش نگفته‌است؛ و در پایان داستان باز اشاره می‌کند که آنچه به رشته نظم کشیده‌است، روایاتی است که از بزرگان شنیده‌است.
بهمن کی‌قباد می‌گوید که از خاندانی ادیب و دانشمند بوده‌است. پدر او کی‌قباد پسر هرمزدیار (همجیار) سنجانا است. سنجانا یا سنجان شهر کوچکی در گجرات هندوستان است که نخستین مهاجران ایرانی آن را بنیان نهاده و نام گذاردند. کی‌قباد از شیفتگان ایران و ظاهران بزرگ موبدان سنجانی بوده که در نوساری اقامت گزید.